# 나카타니 리나
나카타니 리나(일본어: 中谷 莉奈, 2005년 4월 27일 ~ )는 일본의 여자 축구 선수이다.

## 구단 경력
2019년 세레소 오사카에 입단하였다.

## 국가대표팀 경력
그녀는 2022년 FIFA U-17 여자 월드컵에 참가할 일본 U-17 국가대표팀에 발탁되었으며, 4경기에 출전했다.